# Московська державна консерваторія імені П. І. Чайковського
Московська державна консерваторія імені П. І. Чайковського — провідний музичний ВНЗ Росії. Заснована у 1866 році Миколою Рубінштейном і князем Миколою Петровичем Трубецьким.

## Історія

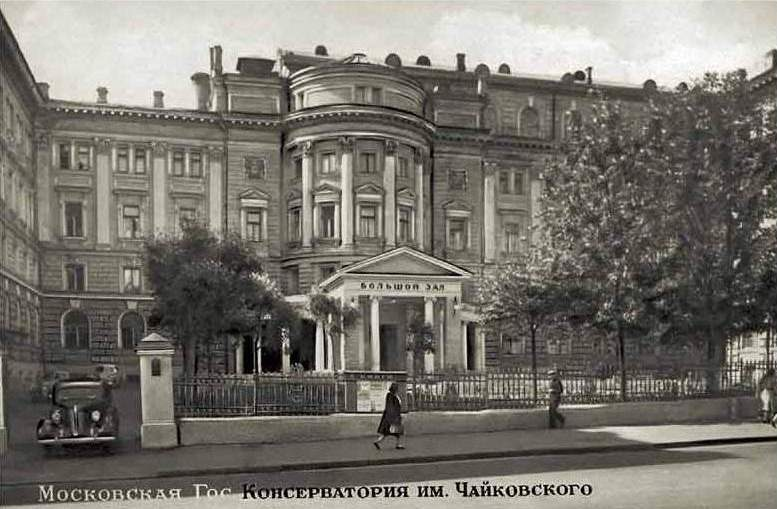
Консерваторія у 1940-ві роки

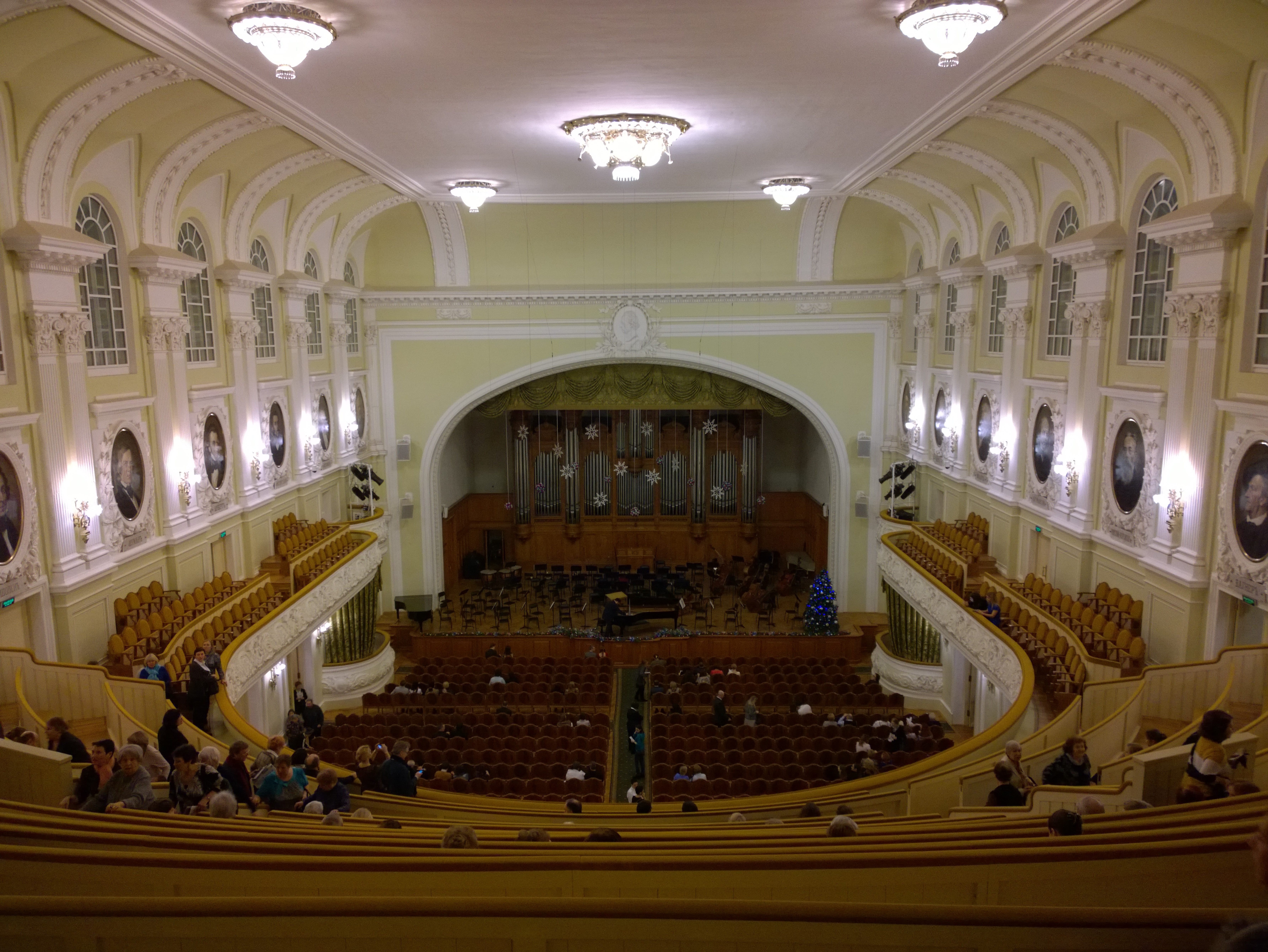
Великий зал Московської консерваторії

Микола Рубинштейн створив Московську консерваторію 1866 року на базі організованих ним самим 1860-го разом з Василем Кологрівовим Музичних класів Московського відділення Імператорського російського музичного товариства (ІРМТ). До 1881 Рубінштейн був директором консерваторії, професором з класу фортепіано та диригентом учнівського оркестру. Надалі посаду директора Консерваторії займали: Сергій Танєєв (1885—1889), Василь Сафонов (1889—1905), Михайло Іпполітов-Іванов (1906—1922).
Фінансування консерваторії здійснювалося за рахунок прибутків ІРМТ від концертної діяльності, а також міських й урядових субсидій, пожертвувань приватних осіб і плати за навчання. Курс навчання в консерваторії до 1879 року тривав шість років, потім був збільшений до дев'яти років. Він охоплював як музичні, так і загальноосвітні дисципліни.
Будинок, що включає навчальні приміщення й концертні зали, було перебудовано з будинку графа Михайла Воронцова в 1895—1901 рр. архітектором Василем Загорським та скульптором Олександром Аладьїним. 20 квітня 1901 року була відкрита Велика зала Московської консерваторії.

## Відомі випускники консерваторії
| - Арно Бабаджанян - Наталія Барановська - Еміль Гілельс - Рейнгольд Глієр - Микола Голованов - Едісон Денисов - Костянтин Зєнкін - Олександр Зілоті - Костянтин Єременко - Дмитро Кабалевський - Кара Караєв - Леонід Коган - Олег Криса | - Сергій Лемешев - В'ячеслав Медушевський - Микола Метнер - Валентин Чернов - Лев Оборін - Сергій Рахманінов - Святослав Ріхтер - Мстислав Ростропович - Євген Свєтланов - Олександр Скрябін - Микола Сук - Сергій Танєєв | - Яків Флієр - Арам Хачатурян - Тихон Хрєнников - Альфред Шнітке - Олег Янченко - Варвара Байкова - Сергій Скрипка - Анатолій Молотай - Ніколас Краузе - Анатолій Доліво-Соботницький - Іларіон Яушев - Дмитро Новгородський |

## Ректори
| № п \\ п | Роки        | ректор                               |
| -------- | ----------- | ------------------------------------ |
| 1        | 1866 — 1881 | Рубінштейн Микола Григорович         |
| 2        | 1881 — 1883 | Губерт Микола Альбертович            |
| 3        | 1883 — 1885 | Альбрехт Карл Карлович               |
| 4        | 1885 — 1889 | Танєєв Сергій Іванович               |
| 5        | 1889 — 1906 | Сафонов Василь Ілліч                 |
| 6        | 1906 — 1922 | Іпполітов-Іванов Михайло Михайлович  |
| 7        | 1922 — 1924 | Гольденвейзер Олександр Борисович    |
| 8        | 1924 — 1929 | Ігумнов Костянтин Миколайович        |
| 9        | 1929 — 1931 | Пшибишевський Болеслав Станіславович |
| 10       | 1932 — 1934 | Шацький Станіслав Теофілович         |
| 11       | 1935 — 1937 | Нейгауз Генріх Густавович            |
| 12       | 1937 — 1939 | Шацька Валентина Миколаївна          |
| 13       | 1939 — 1942 | Гольденвейзер Олександр Борисович    |
| 14       | 1942 — 1948 | Шебалін, Віссаріон Якович            |
| 15       | 1948 — 1974 | Свєшников Олександр Васильович       |
| 16       | 1974 — 1990 | Куликов Борис Іванович               |
| 17       | 1991 — 2000 | Овчинников Михайло Олексійович       |
| 18       | 2001 — 2004 | Соколов Олександр Сергійович         |
| 19       | 2004 — 2005 | Суханов Володимир Володимирович      |
| 20       | 2005 — 2009 | Аліханов Тигран Абрамович            |
| 21       | з 2009      | Соколов Олександр Сергійович         |